# جامعة ديربان للتكنولوجيا
جامعة ديربان للتكنولوجيا (بالإنجليزية: Durban University of Technology)‏ هي جامعة تقع في كوازولو ناتال، جنوب إفريقيا. تأسست في عام 2002 وكانت تُعرف في البداية باسم معهد ديربان للتكنولوجيا. لديها عدد خمسة حرم جامعي في ديربان، واثنان في بيترماريتزبرغ. في عام 2022، تم تسجيل ما يقرب من 31991 طالبًا للدراسة في الجامعة. الجامعة هي واحدة من خمس مؤسسات فنية في القارة الأفريقية تقدم درجات الدكتوراه.